# 10356 Рудольфштайнер
10356 Рудольфштайнер (10356 Rudolfsteiner) — астероїд головного поясу, відкритий 15 вересня 1993 року.
Тіссеранів параметр щодо Юпітера — 3,354.